# ميلان-سان ريمو 2005
ميلان-سان ريمو 2005 هو سباق دراجات هوائية أقيم بتاريخ مارس 19، تكون السباق من مرحلة واحدة وامتدّ لمسافة 294 كم. فاز به الإيطالي أليساندرو بيتاتشي وحلّ ثانيا الألماني دانيلو هوندو بينما حصل على المركز الثالث النرويجي تور هوسهوفد.

## الترتيب
| م                     | الدرّاج            | البلد   | الزمن |
| --------------------- | ----------------- | ------- | ----- |
| الفائز بالترتيب العام | أليساندرو بيتاتشي | إيطاليا |       |
| الثاني                | دانيلو هوندو      | ألمانيا |       |
| الثالث                | تور هوسهوفد       | النرويج |       |